# Tantrix

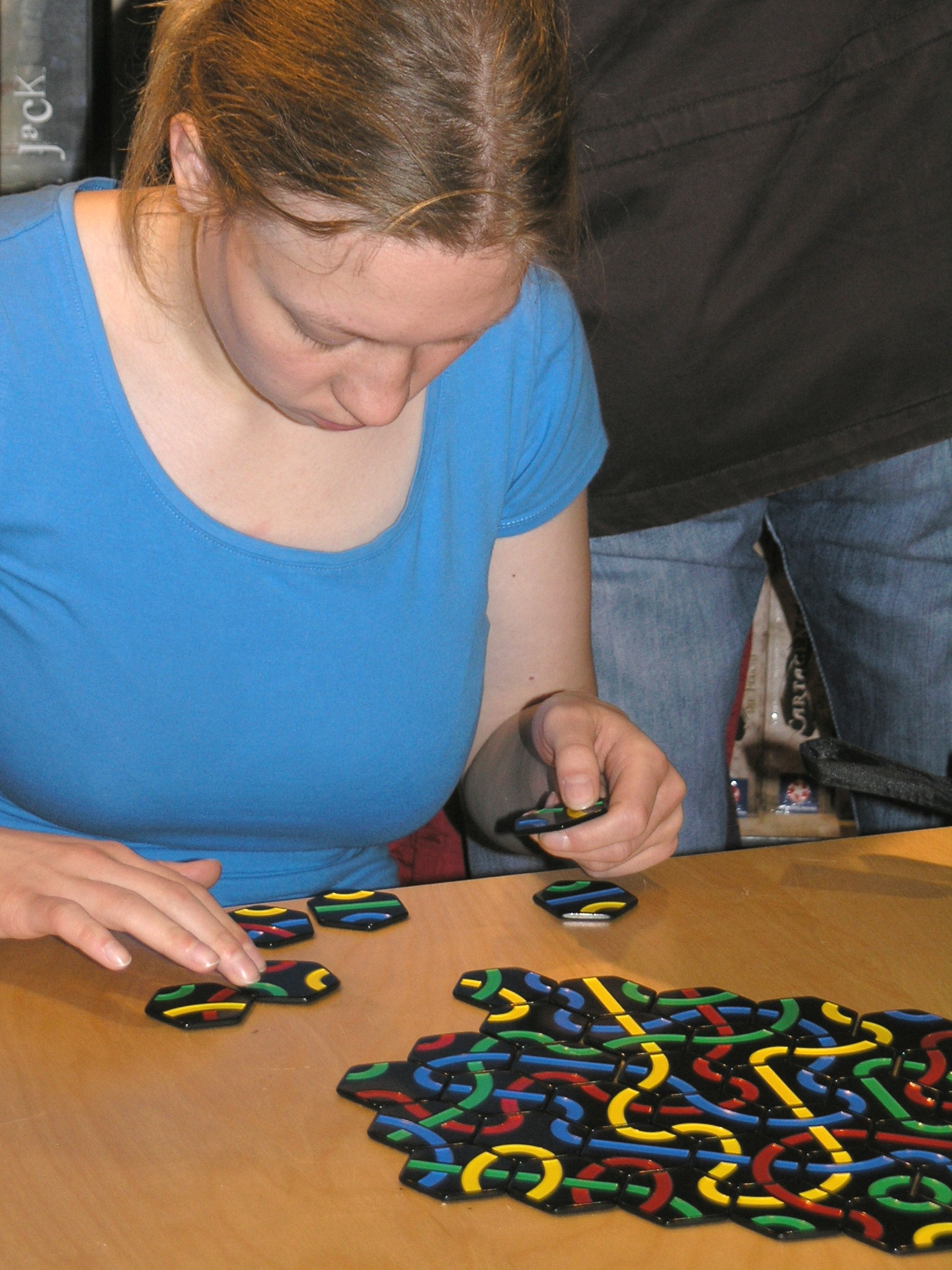
Tantrix-Spielerin

Die 16 möglichen Plättchen mit den Farben rot, gelb und grün
Die Plättchen rechts, nur mit geraden Verbindungslinien, wurden 1993 aus dem Spiel entfernt.

Tantrix ist ein von dem neuseeländischen Mathematiker Mike McManaway 1987 entworfenes Strategie- und Legespiel für 1 bis 4 Personen und wird mit 56 sechseckigen Plättchen aus Kunstharz gespielt.
Die Plättchen sind mit drei Verbindungslinien bedruckt, die jeweils zwei Seiten verbinden und stets drei der vier Farben rot, gelb, grün und blau haben. Da höchstens eine gerade Verbindungslinie gegenüberliegende Seiten verbindet, gibt es genau 56 verschiedene Spielsteine.

## Spielregeln
Für die meisten Spielvarianten gilt eine gemeinsame Regel: Zwei Steine dürfen nur mit einer gleichen Linienfarbe aneinandergrenzen. Dadurch entstehen häufig immer länger werdende Linien der verschiedenen Farben, die den Hauptschwerpunkt des Spiels darstellen.
Außerdem gelten für viele Varianten die folgenden Legeregeln:
- Das aus den ausgelegten Plättchen entstehende Gebilde darf keine Löcher enthalten.
- In eine freie Stelle dürfen höchstens zwei gleichfarbige Linien münden. Sie darf außerdem von höchstens drei weiteren Steinen umgeben sein, wodurch sie zu einem erzwungenen Raum wird.
- Im Strategiespiel gilt: erzwungene Räume müssen so lange gefüllt werden, wie der aktive Spieler passende Steine auf die Hand bekommt.
- An einer Seite, an der es schon einen erzwungenen Raum gibt, darf nur so angelegt werden, dass direkt oder durch erzwungene Züge kein neuer erzwungener Raum erzeugt wird.

## Spielvarianten
Grundsätzlich lassen sich zwei Spielvarianten unterscheiden: Puzzle und Strategiespiel. Letzteres lässt sich mit dem Tantrix Game-Pack spielen, das aus allen 56 nummerierten Spielsteinen besteht.
- Beim sog. Discovery-Puzzle werden entweder die Spielsteine mit den Nummern 1 bis 30 aus dem Game-Pack oder die 10 in einem separat erhältlichen Discovery-Set enthaltenen Steine verwendet. Der Spieler beginnt mit den Steinen eins bis drei und legt eine aus allen Steinen bestehende Schleife (geschlossene Linie) in der Farbe, die der Stein mit der höchsten Nummer (hier Nummer 3 = gelb) auf der Rückseite besitzt. Für weitere Schwierigkeitsstufen wird die vorherige Schleife aufgelöst und jeweils der Stein mit der nächsthöheren Nummer hinzugefügt, der jetzt die zu verwendende Farbe vorgibt.
- Beim Strategiespiel versuchen 2 bis 4 Spieler auf einem gemeinsamen Spielfeld jeweils eine möglichst lange Linie oder eine möglichst lange geschlossene Kurve in ihrer gewählten Farbe zu legen. Eine zunehmende Spielerzahl verschiebt den Schwerpunkt von der taktischen Planung hin zum spielerischen Geschick.

Neben dem Discovery-Puzzle existiert eine Vielzahl weiterer Puzzle-Varianten für einen oder mehr Spieler, die mehr oder weniger gut dokumentiert sind. Die Spieldauer reicht von wenigen Minuten für einfachere Puzzles über ca. 30 Minuten beim Strategiespiel hin zu stunden- bis tagelanger Beschäftigung mit den besonders schwierigen Puzzles.

## Bewertung
Tantrix ist ein Spiel zum Trainieren des räumlichen Vorstellungsvermögens und der Schulung der Konzentration.